# PSYCHIC LOVER
PSYCHIC LOVER是日本搖滾、動畫、特攝歌曲的二人組合，被稱為「ANISONG界日本代表樂隊」，2013年之前為RAMS所屬，之後一度為バーチェストン（页面存档备份，存于）所屬；及後2015年9月至2018年10月30日期間為主唱YOFFY自身擔任社長的音樂制作會社「（株）フィアレス」所屬，後來2018年11月1日起宣佈為Bright Idea Inc.(ブライトイデア)所屬。。

## 概要

### 成員
- YOFFY（本名：和田よしゆき，中譯名：和田義之）

長野縣長野市出身，主唱。
2011年開始以彩木蔵葉、斎木蔵葉等名為18禁遊戲作曲填詞。
- IMAJO（JOE）（本名：今城龍寛）

神奈川縣横濱市出身，吉他。
近年也為奧井雅美及中川翔子的演唱會擔任結他手。

### 履歷
最初是以YOFFY為中心的5人組樂團，但是成員經過多次的替換，最後與JOE再組成二人組合。及後，自制歌曲被「アニぱら音樂館」使用，以此為契機成為動畫歌曲團體。並在2003年2月1日以單曲「TRAMSFORMER-Dream Again」和「Never Ending Road」正式出道。
2018年2月17日為紀念出道15周年，宣佈成立官方FAN CLUB「PSYCHIC MANIA(サイキック マニア)（页面存档备份，存于）」

### 備註
- 《特搜戰隊DEKARANGER》的主題曲單曲突破了十萬張的發售量。
- JOE在未出道前是「MUSICIANS INSTITUTE JAPAN」的講師。
- 在事務所成立初期就和野川櫻有不少一起演出的機會。

## 作品

### 單曲
1. TRAMSFORMER-Dream Again（2003年2月1日發售，Columbia Music Entertainment）
  1. TRAMSFORMER-Dream Again（動畫《超機械生命體變形金剛 MICRON傳說》前期片頭曲）
  2. 胸いっぱいの...（動畫《超機械生命體變形金剛 MICRON傳說》印象曲[錨點失效]）
  3. TRAMSFORMER-Dream Again（Original Karaoke）
  4. 胸いっぱいの...（Original Karaoke）
2. Never Ending Road（2003年2月1日發售，Columbia）
  1. Never Ending Road（動畫《超機械生命體變形金剛 MICRON傳說》前期片尾曲）
  2. NO NAME HEROES（動畫《超機械生命體變形金剛 MICRON傳說》印象曲）
  3. Never Ending Road（Original Karaoke）
  4. NO NAME HEROES（Original Karaoke）
3. TRAMSFORMER-Dream Again／Never Ending Road（2003年3月29日發售，Columbia）
  1. TRAMSFORMER-Dream Again
  2. Never Ending Road
  3. TRAMSFORMER-Dream Again（Original Karaoke）
  4. Never Ending Road（Original Karaoke）
4. Transformers～鋼鉄の勇気～／Don't Give Up!!（2003年7月23日發售，Columbia）
  1. Transformers～鋼鉄の勇気～（歌：高取秀明）
  2. Don't Give Up!!（動畫《超機械生命體變形金剛 MICRON傳說》後期片尾曲）
  3. Transformers～鋼鉄の勇気～（Original Karaoke）
  4. Don't Give Up!!（Original Karaoke）
5. いつも手の中に（2003年7月30日發售，Columbia）
  1. いつも手の中に（動畫《急救超人兵團 ～すっとこ大戦ドッコイダー～》片頭曲）
  2. 熱血αドッコイダー（歌：Mr.ハイジマ）
  3. いつも手の中に（Original Karaoke）
  4. 熱血αドッコイダー（Original Karaoke）
6. 特捜戦隊デカレンジャー／ミッドナイトデカレンジャー！（2004年3月3日發售，Columbia）
  1. 特捜戦隊デカレンジャー（特攝《特搜戰隊DEKARANGER》片頭曲）
  2. ミッドナイトデカレンジャー！（歌：佐佐木功）
  3. 特捜デカレンジャー（Original Karaoke）
  4. ミッドナイトデカレンジャー！（Original Karaoke）
7. 明日への闘志／TAKE MY SOUL FOREVER（2004年11月17日發售，波麗佳音）
  1. 明日への闘志（歌：Marina del ray）
  2. TAKE MY SOUL FOREVER（動畫《熱拳本色》片尾曲）
  3. 明日への闘志（Original Karaoke）
  4. TAKE MY SOUL FOREVER（Original Karaoke）
8. いざ行け！ビートル／I Believe（2005年6月1日發售，Columbia）
  1. いざ行け！ビートル（特攝電影《兜王ビートル》片頭曲）
  2. I Believe（特攝電影《兜王ビートル》片尾曲）
  3. いざ行け！ビートル（Original Karaoke）
  4. I Believe（Original Karaoke）
9. GAIKING（2005年12月21日發售，Columbia）
  1. GAIKING（動畫《新宇宙飛龍》片頭曲）
  2. ガイ・ガイ・ガイキング！（動畫《新宇宙飛龍》印象曲）
  3. GAIKING（Original Karaoke）
  4. ガイ・ガイ・ガイキング！（Original Karaoke）
10. 轟轟戦隊ボウケンジャー／冒険者 ON THE ROAD（2006年3月8日發售，Columbia）
  1. 轟轟戦隊ボウケンジャー（歌：NoB）
  2. 冒険者 ON THE ROAD（特攝轟轟戰隊BOUKENGER』片尾曲）
  3. 轟轟戦隊ボウケンジャー（Original Karaoke）
  4. 冒険者 ON THE ROAD（Original Karaoke）
11. XTC（2006年5月24日發售，Columbia）
  1. XTC（動畫《魔女之刃》片頭曲）
  2. 鼓動～get closer～（動畫《魔女之刃》插入曲、結局主題曲）
  3. XTC（Original Karaoke）
  4. 鼓動～get closer～（Original Karaoke）
12. Oh! my god（2006年7月19日發售，Columbia）
  1. Oh! my god（動畫《新宇宙飛龍》後期片尾曲）
  2. その名はガイキング・ザ・グレート（歌：串田晃）
  3. Oh! my god（Original Karaoke）
  4. その名はガイキング・ザ・グレート（Original Karaoke）
13. 爆丸バトルブローラーズ！（2007年5月23日發售，Columbia）
  1. 爆丸バトルブローラーズ！（動畫《爆丸》片頭曲）
  2. Spinning Wheel（動畫《爆丸》插入曲）
  3. 爆丸バトルプローラーズ！（Original Karaoke）
  4. Spinning Wheel（Original Karaoke）
14. Precious Time,Glory Days（2007年11月21日發售，Columbia）
  1. Precious Time,Glory Days（TV動畫『遊戲王GX』4th片頭曲）
作詞・作曲：YOFFY / 編曲：大石憲一郎
  2. SUBLIMINAL I LOVE YOU
作詞・作曲：YOFFY / 編曲：大石憲一郎
  3. Precious Time,Glory Days（Original Karaoke）
  4. SUBLIMINAL I LOVE YOU（Original Karaoke）
15. ブッちぎり∞ジェネレーション（2007年11月21日發售，Columbia）
  1. ブッちぎり∞ジェネレーション（TV動畫『爆丸』新片頭曲）
作詞：YOFFY / 作曲：IMAJO / 編曲：大石憲一郎
  2. Always
作詞・作曲：YOFFY / 編曲：大石憲一郎
  3. ブッちぎり∞ジェネレーション（Original Karaoke）
  4. Always（Original Karaoke）
16. LOST IN（2008年12月17日發售，Columbia）
  1. LOST IN SPACE（TV動畫『泰坦尼亞』片尾曲）
作詞・作曲：YOFFY / 編曲：大石憲一郎
  2. PRAYER -somewhere on the planet-
作詞・作曲：YOFFY / 編曲：大石憲一郎
  3. LOST IN SPACE（Original Karaoke）
  4. PRAYER -somewhere on the planet-（Original Karaoke）
17. 侍戦隊シンケンジャー / 四六時夢中シンケンジャー（2009年3月18日發售，Columbia）
  1. 侍戦隊シンケンジャー（『侍戰隊真劍者』片頭曲）
作詞：藤林聖子 / 作曲：YOFFY / 編曲：大石憲一郎・PSYCHIC LOVER
  2. 四六時夢中シンケンジャー
歌：高取秀明
  3. 侍戦隊シンケンジャー（Original Karaoke）
  4. 四六時夢中シンケンジャー（Original Karaoke）
18. 超！最強！ウォーリアーズ（2010年5月19日發售，Columbia）
  1. 超！最強！ウォーリアーズ（TV動畫『爆丸2大爆破』片頭曲）
作詞：YOFFY / 作曲：IMAJO / 編曲：籠島裕昌
  2. Beginning of Love（TV動畫『爆丸2大爆破』插入曲）
作詞：YOFFY / 作曲：IMAJO / 編曲：大石憲一郎
  3. 超！最強！ウォーリアーズ（Original Karaoke）
  4. Beginning of Love（Original Karaoke）
19. Rewrite 2nd Opening Theme song／Rewrite（2011年5月27日發售，Key Sounds Label）
  1. Rewrite（Key新作遊戲『Rewrite』的第2主題曲）
作詞 ‧ 曲 : YOFFY / 編曲 : 大石憲一郎
  2. Rewrite Game size Ver.
  3. Rewrite off vocal Ver.
  4. Rewrite Instrumental Ver.
20. タギルチカラ（2012年2月29日發售，Columbia）
  1. タギルチカラ! (動畫『數碼獸合體戰爭』挿入歌)
作詞・作曲：YOFFY / 編曲：大石憲一郎
  2. Shining Dreamers 歌：岩崎貴文
  3. レジェンド・クロスウォーズ 歌：YOFFY&岩崎貴文
  4. タギルチカラ!（カラオケ）
  5. Shining Dreamers（カラオケ）
  6. レジェンド・クロスウォーズ（カラオケ）
21. Vanguard Fight（2013年2月20日發售，響MUSIC（日语：響ミュージック））
  1. Vanguard Fight (動畫『卡片戰鬥先導者第三期 聯合王牌篇』片頭曲)
作詞・作曲：YOFFY / 編曲：大石憲一郎
  2. ETERNAL FLAME〜永遠の炎 
作詞・作曲：YOFFY / 編曲：大石憲一郎
  3. Vanguard Fight（off vocal）
  4. ETERNAL FLAME〜永遠の炎（off vocal）
22. Break your spell（2013年12月18日發售，響MUSIC）
  1. Break your spell (動畫『卡片戰鬥先導者第三期 聯合王牌篇』第3片頭曲)
作詞・作曲：YOFFY / 編曲：大石憲一郎
  2. BIG BANG 
作詞・作曲：YOFFY / 編曲：大石憲一郎
  3. Break your spell（カラオケ）
  4. BIG BANG （カラオケ）
23. ギガントシューターだっちゅーの！/キミが一番つたえたいもの（2014年6月18日發售，響MUSIC）
  1. ギガントシューターだっちゅーの！ (TV動畫『超爆裂異次元卡片大戰 巨人射手 司（日语：超爆裂異次元メンコバトル　ギガントシューター　つかさ）』片頭曲)
作詞・作曲：YOFFY / 編曲：大石憲一郎
  2. キミが一番つたえたいもの 
歌：Gigant Girls
  3. ギガントシューターだっちゅーの！ -Instrumental-
  4. キミが一番つたえたいもの -Instrumental-

### 專輯
- サイキックラバー（2006年6月21日發售，Columbia）
  1. 冒険者 ON THE ROAD（Album Version）
  2. とんでもねぇヤツらがやって来た！（「サイキックラバーのアニカンRADIO」片頭主題曲）
  3. NO WAY OUT!（PS2遊戲《DUEL SAVIOR DESTINY》片頭曲）
  4. Don't Give Up!!
  5. いつも手の中に
  6. TAKE MY SOUL FOREVER
  7. I Believe（Album Version）
  8. XTC
  9. 特捜戦隊デカレンジャー
  10. TRANSFORMER-Dream Again
  11. 冒険王ビィト！（動畫《冒險王比特》插入曲）
  12. GAIKING
  13. Never Ending Road
  14. JUMP!
- PSYCHIC LOVER II（2009年9月2日發售，Columbia）
  1. LOST IN SPACE
  2. IT'S YOUR SONG
    - ラジオ大阪&HiBiKi Radio Stationラジオ『サイキックラバーのFw:アニカンRADIO』片頭主題曲
    - 作詞・作曲：YOFFY / 編曲：大石憲一郎・YOFFY

  3. 侍戦隊シンケンジャー
  4. Precious Time,Glory Days
  5. Blaze Out!
    - DS電子遊戲『燃燒驅動』主題歌
    - 作詞：YOFFY・寺田貴治 / 作曲：YOFFY・澤田朋伯 / 編曲：大石憲一郎

  6. 胸いっぱいの…
    - 『超機械生命體變形金剛 MICRON傳說』挿入歌

  7. SUBLIMINAL I LOVE YOU
    - 朝日電視『完売劇場』テーマソング

  8. ナンバーワン・バトルブローラーズ
  9. SWAT ON デカレンジャー
    - 『特搜戰隊DEKARANGER』挿入歌
    - 作詞：桑原永江 / 作曲：YOFFY / 編曲：サイキックラバー・大石憲一郎

  10. ブッちぎり∞ジェネレーション
  11. PRAYER -somewhere on the planet-
  12. WONDER REVOLUTION
  13. 鼓動 〜get closer〜
  14. LET'S TRY TOGETHER
    - 作詞・作曲：YOFFY / 編曲：大石憲一郎

  15. ALWAYS
    - 朝日電視『セレクションX』テーマソング
- PSYCHIC LOVER III -WORKS-（2010年6月23日發售，Columbia）
  1. NO NAME HEROES
  2. いざ行け!ビートル
  3. Memory & Happiness
  4. デカレンジャーアクション（特攝《特搜戰隊DEKARANGER》插入曲）
  5. ガイ!ガイ!ガイキング!
  6. Beginning of Love（Album Version）
  7. WINTER SONG
  8. SURVIVAL
  9. あいのアラカルト（Remix）
  10. 超!最強!ウォーリアーズ
  11. TAKE MY SOUL FOREVER -NEO SOUL MIX
  12. シャイニング マジック マジシャイン
  13. Oh!my god
  14. Voices PSYCHIC LOVER style（HARD & HEAVY DEATH）
  15. 一貫献上!シンケンゴールド（YOFFY）
  16. 害悪産業革命宣言（IMAJO）
  17. デカレンジャーアクション（アコースティックバージョン）
- PSYCHIC LOVER IV -BEST-（2012年12月12日發售，Columbia）
  1. Prisoner(新曲)
    - 作詞・作曲：YOFFY / 編曲：大石憲一郎

  2. FLASHBACK(新曲)
    - 作詞：YOFFY / 作曲：IMAJO / 編曲：IMAJO

  3. 君のために～+Merry Christmas to you+(新曲)
    - 作詞・作曲：YOFFY / 編曲：大石憲一郎

  4. とんでもねぇヤツらがやって来た!
  5. Rewrite…「Rewrite」
  6. XTC…「魔女之刃 (動畫)」
  7. ALWAYS…テレビ朝日「セレクションX」
  8. タギルチカラ!…「數碼獸合體戰爭」
  9. 超!最強!ウォーリアーズ…「爆丸2大爆破」
  10. 侍戦隊シンケンジャー…「侍戰隊真劍者」
  11. JUMP!(Resized Version)
  12. WINTER SONG…「アニぱら音楽館」
  13. 鼓動 -get closer-…「魔女之刃 (動畫)」
  14. 冒険者 ON THE ROAD(Album Version)…「轟轟戰隊冒險者」
  15. LOST IN SPACE…「泰坦尼亞」
  16. GAIKING…「新宇宙飛龍」
  17. 特捜戦隊デカレンジャー…「特搜戰隊DEKARANGER」
- RAISE YOUR HANDS （2014年6月18日發售，響MUSIC）
  1. Overture
  2. RAISE YOUR HANDS!! ～Reach for the sky～
  3. Vanguard Fight　※動畫『卡片戰鬥先導者第三期 王牌連接篇』OP主題曲
  4. Save My Soul
  5. Break your spell　※動畫『卡片戰鬥先導者第三期 王牌連接篇』OP主題曲
  6. Now and Forever [Psychic style]
  7. ギガントシューターだっちゅーの！[Retro-future style]　※TV動畫「超爆裂異次元卡片大戰 巨人射手 司（日语：超爆裂異次元メンコバトル　ギガントシューター　つかさ）」OP主題曲
  8. Merciless, Heartless
  9. Card of the Future [Psychic style]　※TV動畫『未來卡片 戰鬥夥伴』OP主題曲 (SELFCOVER)
  10. BIG BANG
  11. Eternal Flame～永遠の炎-
  12. Welcome to the Real World
  13. Vanguard Fight　[English style] ※bonus track
- 特捜戦隊デカレンジャー 10 YEARS AFTER 特捜サウンドファイル サイキックラバー style 2015（2015年10月7日發售，Columbia）
  1. 特捜BGM1 The Emblem
    - (1)M25

  2. 特捜戦隊デカレンジャー 10 YEARS AFTER
  3. 特捜BGM2 追跡
    - (1) M14　(2) M6　(3) M13

  4. デカレンジャーアクション 10 YEARS AFTER
  5. 特捜BGM3 出撃
    - (1)M4　(2)M24　(3)M27

  6. ビルドアップ! デカレンジャーロボ 10 YEARS AFTER
  7. 特捜BGM4 無敵
    - (1)M106　(2)M204　(3)M202

  8. デカブレイク全開!! 10 YEARS AFTER
  9. 特捜BGM5 Memories
    - (1)M9　(2)M7　(3)M73

  10. SWAT ON デカレンジャー 10 YEARS AFTER
  11. 特捜BGM6 激戦
    - (1)M38　(2)M208　(3)M201

  12. 飛べよデカウイングロボ! 10 YEARS AFTER
  13. 特捜BGM7 特捜戦隊デカレンジャーTHE MOVIEより
    - (1)劇場M20　(2)劇場M19　(3)劇場M27

  14. 特捜戦隊デカレンジャー EMERGENCY ver.
  15. ＜ボーナス・トラック＞
    - 特捜戦隊デカレンジャー 10 YEARS AFTER (ORIGINAL KARAOKE)

  16. ＜ボーナス・トラック＞
    - 特捜戦隊デカレンジャー EMERGENCY ver.　(ORIGINAL KARAOKE)

### 其他樂曲
- 風立ちぬ～PSYCHIC LOVER style～（「みすてぃっく放送部」片尾曲）
- Voices～PSYCHIC LOVER style～（「みすてぃっく放送部」片尾曲）
- ゴーゴー！TODAY（「秋葉原情報局」片頭曲，與福井裕佳梨合唱）
- 宇チューに夢チュー（「秋葉原情報局」片尾曲，與福井裕佳梨合唱）
- Ticket to the Paradise（「アニパラ音楽館（日语：アニぱら音楽館）」片頭曲，與影山浩宣、遠藤正明、下川美娜合唱）
- Generation-A (Animelo Summer Live2007主題曲)
- Yells 〜It's a beautiful life〜(Animelo Summer Live2008主題曲)
- RE:BRIDGE〜Return to oneself〜(Animelo Summer Live2009主題曲)
- Card of the Future (TV動畫『未來卡片 戰鬥夥伴』OP主題曲，與Suara合唱)
- V-ROAD (動畫『卡片戰鬥先導者第四期 雙鬪搭檔篇』OP主題曲，BUSHI★7名義，與DAIGO、Suara、橘田泉、三森鈴子、森嶋秀太（日语：森嶋秀太）合唱)

### 制作
- 德永愛「Orange planet」「Scarlet」「flame」
- からふるまきあ～と
- みすてぃっく放送部

### 歌曲提供
- 坂本英三「あきらめないで」
- 遠藤正明「Going」「White Breath」
- 五條真由美「プリキュアテンション BING BING BANG BANG」

### 獎項
- 由和田欣之（YOFFY）作曲的日本特攝《武侍戰隊》香港版主題曲由李礎業主唱的《武侍戰隊》曾於「新城勁爆兒歌頒獎禮2012」內奪得「新城勁爆兒歌」獎

## 演出

### 廣播
- アニカンRADIO（Radio關西、Anista.TV）
- ミュージックフォルダ（Music Bird，已結束）
- TOKYO→NIIGATA MUSIC CONVOY逢星期二（於2007年1月擔當主持）

### 電視
- アニぱら音楽館（日语：アニぱら音楽館）(主持：2001年10月 - 2014年1月、LIVE BAND成員（IMAJO）：2001年10月 - ）

### 舞台劇
- 陸の界賊～オカノカイゾク～

## 引用
1. ↑  . CDジャーナル.   [2011-11-11]. （原始内容存档于2012-11-26）.
2. ↑  . + + 犬死には御免だぜ！+ +　サイキックラバー YOFFY's DIARY.   [2011-11-11]. （原始内容存档于2016-01-31）.
3. ↑  .   [2018-11-01]. （原始内容存档于2018-11-21）.
4. ↑  . 「PSYCHIC MANIA」.   [2018-02-17].

## 外部連結

### 公式網站
- PSYCHIC LOVER官方網站（页面存档备份，存于）
- PSYCHIC LOVER日本哥倫比亞唱片公司官方網站（页面存档备份，存于）
- YOFFY's Planet（页面存档备份，存于）

### Twitter
- YOFFY@サイキックラバー的X（前Twitter）
- IMAJO的X（前Twitter）